# Maximilian Wonke
Maximilian Wonke (* 15. Juni 1987 in Berlin) ist ein deutscher Politiker (SPD) und seit 2018 Bürgermeister der Gemeinde Panketal (Barnim).

## Werdegang
Wonke wurde am 15. Juni 1987 im Berliner Stadtteil Buch geboren und wuchs in Zepernick auf, wo er die Grundschule und anfänglich das Freie Gymnasium besuchte. Sein Abitur absolvierte er 2007 an dem Barnim Gymnasium Bernau. Nach dem Zivildienst im Heliosklinikum Berlin-Buch begann er 2008 an der Humboldt-Universität zu Berlin das Studium der Agrarwissenschaften und Agrarökonomie am Albrecht Daniel Thaer-Institut, das er 2014 mit dem Master of Science abschloss. Während des Studiums arbeitete er am Department für Agrarökonomie bei Harald von Witzke. Wonke gründete nach dem Studium gemeinsam mit anderen Studenten ein Unternehmen, in dem er als geschäftsführender Gesellschafter mitwirkte. 2016 wechselte er zum Projektträger des Forschungszentrums Jülich, wo er bis zu seiner Wahl 2018 zum hauptamtlichen Bürgermeister tätig war.

## Kommunalpolitisches Engagement
Wonke trat 2007 in die SPD ein. 2008 wurde er Mitglied des Ortsbeirates Zepernick, wo er von 2013 bis 2018 die Stellung des Ortsvorstehers innehatte. Im selben Zeitraum war er auch als Gemeindevertreter ehrenamtlich tätig. Nach dem Tod seines Vorgängers Rainer Fornell (SPD) trat Wonke am 10. Juni 2018 zur Wahl an und erhielt mit einem Ergebnis von 37,3 Prozent unter den fünf Bewerbern die meisten Stimmen. Dies erforderte eine Stichwahl am 24. Juni, welche er mit 58,3 Prozent für sich entschied. 2023 wurde Wonke zum Vorsitzenden der Sozialdemokratische Gemeinschaft für Kommunalpolitik (kurz: SGK) Brandenburg gewählt. Auf der Mitgliederversammlung des Städte- und Gemeindebundes Brandenburg am 13. November 2024 wurde Bürgermeister Wonke in das Präsidium und dort zum weiteren Vizepräsidenten gewählt.

## Privates
Wonke hat drei Kinder.